# Sceptrella insignis
Sceptrella insignis är en svampdjursart som först beskrevs av Topsent 1892.  Sceptrella insignis ingår i släktet Sceptrella och familjen Latrunculiidae. Inga underarter finns listade i Catalogue of Life.